# Ulmerochorema stigmum
Ulmerochorema stigmum là một loài Trichoptera trong họ Hydrobiosidae. Chúng phân bố ở miền Australasia.